# Erechthias semifusca
Erechthias semifusca är en fjärilsart som beskrevs av Bradley 1961. Erechthias semifusca ingår i släktet Erechthias och familjen äkta malar. Inga underarter finns listade i Catalogue of Life.